# 费镇 (上马恩省)
费镇（法語：Fays）是法国上马恩省的一个市镇，属于圣迪济耶区（Saint-Dizier）瓦西县（Wassy）。该市镇总面积5.98平方公里，2009年时的人口为77人。

## 人口
费镇人口变化图示